# Animate
Animate (株式会社アニメイト?, Kabushiki gaisha Animeito) è la società addetta alla distribuzione dei prodotti della MOVIC all'interno dell'Animate Group, ed è il più importante distributore di anime, manga e videogiochi in Giappone. Il primo negozio e sede principale di Animate ha aperto nel 1983 a Ikebukuro, un quartiere di Tōkyō. Attualmente, la società detiene il possesso di 38 negozi in Giappone, uno a Taipei e uno a Taiwan; fra questi si ricorda anche il negozio che venne aperto in California, nella città di Los Angeles, che ha chiuso nel corso del 2003. Dopo la chiusura di Biblos, nell'aprile del 2006 a causa del fallimento della azienda controllante, Animate è divenuta la nuova azienda controllante, cambiando il nome in Libre Publishing.

## Collaborazione con Broccoli
Il 23 gennaio 2008, la compagnia rivale di Animate, Broccoli, ha annunciato la collaborazione con Animate alla creazione di una nuova compagnia, "AniBro", di cui Animate detiene il 70% della proprietà, mentre il restante 30% è in mano a Broccoli. Il presidente della nuova compagnia sarà l'amministratore delegato di Animate, anche se continuerà ad amministrare Animate insieme ad AniBro. La nuova compagnia intende espandere il suo mercato utilizzando il marchio AniBro in Giappone.